# 구덕로
구덕로(九德路)는 부산광역시 중구 중앙동7가 옛시청사거리와 서구 동대신동3가 구덕운동장삼거리를 잇는 부산광역시의 도로이다. 중구 옛시청사거리에서 서구 충무동사거리까지 1.05km 구간은 국도 제2호선, 국도 제77호선, 부산광역시도 제61호선의 일부이며, 충무동사거리에서 구덕운동장삼거리까지 2.4km 구간은 부산광역시도 제5101호선으로 지정되어 있다. 구덕로라는 이름은 구덕산 발치와 연결되는 길이라는 의미이다.

## 연혁
- 2009년 7월 8일 : 2개 이상 구·군에 걸쳐 있는 도로로 구덕로를 고시[1]

## 주요 경유지
부산광역시
- 중구 - 서구

## 노선
- 연한 분홍색(■): 국도 제2호선, 국도 제77호선, 부산광역시도 제61호선 구간
- 연한 파란색(■): 국도 제2호선, 국도 제77호선, 부산광역시도 제5101호선 구간

| 이름                                         | 접속 노선                                                                               | 소재지     | 소재지 | 비고 |
| -------------------------------------------- | --------------------------------------------------------------------------------------- | ---------- | ------ | ---- |
| 옛시청사거리 (남포역)                        | 국도 제7호선 부산광역시도 제61호선 (중앙대로) 부산광역시도 제6101호선 (태종로) (광복로) | 부산광역시 | 중구   |      |
| (이름 없음)                                  | 자갈치로                                                                                | 부산광역시 | 중구   |      |
| 남포사거리                                   | 중구로 자갈치로37번길                                                                   | 부산광역시 | 중구   |      |
| 자갈치 교차로 (자갈치역)                     | 부산광역시도 제51호선 (보수대로) 자갈치로15번길                                         | 부산광역시 | 중구   |      |
| 자갈치 교차로 (자갈치역)                     | 부산광역시도 제51호선 (보수대로) 자갈치로15번길                                         | 부산광역시 | 서구   |      |
| 충무동사거리                                 | 부산광역시도 제53호선 (충무대로)                                                        | 부산광역시 |        |      |
| 서구청                                       |                                                                                         | 부산광역시 |        |      |
| 토성동역앞 교차로 (토성역)                   | 까치고개로                                                                              | 부산광역시 |        |      |
| 부산대학교병원                               |                                                                                         | 부산광역시 |        |      |
| 부민사거리                                   | 부산광역시도 제6301호선 (대청로) 임시수도기념로                                         | 부산광역시 |        |      |
| 동아대학교 부민캠퍼스 부산 임시수도 정부청사 |                                                                                         | 부산광역시 |        |      |
| 부용사거리                                   | 부용로 흑교로                                                                           | 부산광역시 |        |      |
| 동대신사거리 (동대신역)                      | 부산광역시도 제10호선 (대영로)                                                          | 부산광역시 |        |      |
| 구덕운동장삼거리                             | 부산광역시도 제1004호선 (망양로)                                                        | 부산광역시 | 종점   |      |

## 주요 건물 및 시설
- 서구청 (부산광역시 서구 구덕로 120)
- 부산대학교병원 (부산광역시 서구 구덕로 179)
- 동아대학교 부민캠퍼스, 부산 임시수도 정부청사 (부산광역시 서구 구덕로 225)
- 서대신동우체국 (부산광역시 서구 구덕로 313)